# باركليز
باركليز (بالإنجليزية: Barclays)‏ هي شركة بريطانية متعددة الجنسيات متخصصة في الاستثمار والخدمات المالية ومقرها في لندن. بصرف النظر عن الخدمات المصرفية الاستثمارية ينظم بنك باركليز في أربع شركات رئيسية هي: الخدمات المصرفية الشخصية والأعمال المصرفية للشركات وإدارة الثروات وإدارة الاستثمار.
يرجع بنك باركليز أصوله إلى الأعمال المصرفية الخاصة بصائغ الذهب التي تأسست في مدينة لندن في عام 1690. أصبح جيمس باركلي شريكًا في هذا المجال في عام 1736. في عام 1896 توحدت العديد من البنوك في لندن والمحافظات الإنجليزية بما في ذلك بنك باكهاوس وبنك غورني كبنك مشترك تحت اسم باركليز وشركاه. أصبح بنك على الصعيد الوطني. في عام 1967 نشر بنك باركليز أول موزع نقد في العالم. قام بنك باركليز بالعديد من عمليات الاستحواذ على الشركات بما في ذلك بنك لندن والمقاطعة والجنوب الغربي في عام 1918 وبنك لينين البريطاني في عام 1919 وائتمان ميركانتايل في عام 1975 وولويتش في عام 2000 وعمليات بنك ليمان براذرز في أمريكا الشمالية في عام 2008.
لدى بنك باركليز قائمة أساسية في سوق لندن للأوراق المالية وهو مكون من مؤشر فاينانشيال تايمز 100. لديها قائمة ثانوية في بورصة نيويورك. قطر القابضة وهي أداة استثمارية تابعة لدولة قطر هي أكبر مساهم في الشركة.
وفقا لورقة 2011 من قبل فيتالي وآخرون كان باركليز أقوى شركة متعددة الجنسيات من حيث الملكية وبالتالي سيطرة الشركات على الاستقرار المالي العالمي والمنافسة في السوق مع أكسا وشركة ستيت ستريت في المركزين الثاني والثالث على التوالي.

## دعم إسرائيل
قال ناشطون في حملة التضامن مع فلسطين إنّ «بنك باركليز يستثمر أكثر من مليار جنيه إسترليني في شركات تزود إسرائيل بالأسلحة والتكنولوجيا العسكرية»، ودعت الحملة للضغط على البنك، ووضع حد للتواطؤ في الفصل العنصري.
حيث اعتصم عشرات النشطاء والمتضامنين مع الحق الفلسطيني، امام بنك «باركلي» في مدينة مانشتر في المملكة المتحدة، لمطالبته بوقف تمويل شركات اسلحة إسرائيلية.
واتهم المتظاهرون، البنك العالمي بتنفيذ استثمارات وتقديم قروض بمليارات الجنيهات الاسترلينية للشركات التي تبيع الأسلحة والتكنولوجيا العسكرية لدولة الفصل والتمييز العنصري في إسرائيل.
وقالت منظمة «الحرب على الفقراء»، إن «إدارة البنك تقوم بتسليح إسرائيل وجني الاموال على حساب العنف الذي تنتهجه إسرائيل ضد الشعب الفلسطيني».

## الجدل

### رأس المال القطري يثير التحقيقات التنظيمية
عمليات جمع رأس المال في بنك باركليز في شهري يونيو ونوفمبر 2008 هي موضوع تحقيقات. بدأ مكتب مكافحة جرائم الاحتيال الخطيرة (المملكة المتحدة) تحقيقه في أغسطس 2012. في أكتوبر 2012 أبلغت وزارة العدل الأمريكية وهيئة الأوراق المالية والبورصات الأمريكية باركليز أنها بدأت تحقيقاً بشأن ما إذا كانت علاقات المجموعة مع أطراف ثالثة تساعد بنك باركليز الفوز بالعمل أو الاحتفاظ به متوافقا مع قانون الممارسات الأجنبية الفاسدة الأمريكي. أعلنت هيئة الخدمات المالية عن توسيع التحقيق في صفقة باركليز-قطر في يناير 2013 مع التركيز على الإفصاح حول ملكية الأوراق المالية في البنك.
كان بنك باركليز قد سعى إلى زيادة رأس المال بشكل خاص وتجنب الاستثمار المباشر في رأس المال من حكومة المملكة المتحدة وبالتالي خطة الإنقاذ. كانت النتيجة استثمار أبو ظبي بقيمة 3.5 مليار جنيه استرليني في البنك وهي صفقة حقق فيها منصور بن زايد آل نهيان ربحا قدره 3.5 مليار جنيه إسترليني. تركز الكثير من التركيز حتى الآن على عمليات الحقن التي قامت بها قطر في يونيو ونوفمبر 2008 ولا سيما الادعاء غير المثبت حتى الآن بأن بنك باركليز أقرض قطر الأموال للاستثمار في البنك. تشمل الأسئلة الأخرى ما حدث ل 110 مليون جنيه استرليني من الرسوم التي دفعها بنك باركليز ظاهريا لمنصور و66 مليون جنيه استرليني التي قدمها بنك باركليز للقطريين مقابل «رسوم استشارية» غير مفسرة.
في يونيو 2017 بعد تحقيق استمر خمس سنوات من قبل مكتب مكافحة جرائم الاحتيال الخطيرة في المملكة المتحدة والذي يغطي أنشطة باركليز خلال الأزمة المالية 2007-2008 اتهم الرئيس التنفيذي السابق جون فارلي وثلاثة من الزملاء السابقين روجر جنكينز وتوماس كالاريس وريتشارد بوث مؤامرة لارتكاب الاحتيال وتوفير المساعدة المالية غير القانونية فيما يتعلق بجمع الأموال.
في فبراير 2018 اتهم مكتب مكافحة جرائم الاحتيال الخطيرة بنك باركليز ب«مساعدة مالية غير مشروعة» تتعلق بمليارات الجنيهات التي تم جمعها من صفقة قطر.